# Meral Perin
Meral Perin, teilweise auch gelistet als Meral Yüzgüleç (* 1965), ist eine deutsche Schauspielerin türkischer Abstammung.

## Leben
Meral Perin wurde von 1987 bis 1991 an der Westfälischen Schauspielschule in Bochum ausgebildet. Eine ihrer ersten Rollen hatte sie noch als Meral Yüzgüleç in der ARD-Vorabendserie Zwei Schlitzohren in Antalya (1991 bis 1994), sie spielte die Rolle der Sermin.
In den 1990er Jahren gehörte sie zum Ensemble der Volksbühne Berlin, so spielte sie 1992 neben Henry Hübchen und Claudia Michelsen beispielsweise in Frank Castorfs Inszenierung von Bronnens Rheinische Rebellen, die auch gefilmt und als „beste Theaterinszenierung in Berlin“ und mit dem Friedrich-Luft-Preis ausgezeichnet wurde. Aufmerksamkeit erhielt sie für die Hauptrolle in Anna Langhoffs monologischer Bühnenbearbeitung von Gustav Meyrinks Golem-Roman. Peter Laudenbach von der Berliner Zeitung sah in ihrer Verkörperung ein „androgynes Gespenst aus den Tiefen der Geschichte, eine Mythenerzählerin aus dem Zirkus“.
Ihre erste Kino-Rolle hatte Perin 1997 in Kadir Sözens Film Winterblume. In der ARD-Vorabendserie Einsatz Hamburg Süd spielte sie ab 1997 die Polizistin Sema Aslan. Sie war die erste Darstellerin einer türkischstämmigen deutschen Kommissarin in einer deutschen Fernsehserie. Perin war auch in anderen Fernsehserien wie Im Namen des Gesetzes oder Ein Fall für zwei. Ab 2003 spielte Perin in der Krimireihe Solo für Schwarz in allen vier Filmen als Katharina Petrescu ebenfalls eine Kommissarin. In der RTL-Serie Alle lieben Jimmy hatte sie als Jimmys Mutter Gül eine der Hauptrollen inne. 2007 spielte Perin in der umstrittenen Folge Wem Ehre gebührt der Tatort-Reihe mit.

## Filmografie (Auswahl)
- 1991–1994: Zwei Schlitzohren in Antalya (Fernsehserie)[2]
- 1991, 2010: Ein Fall für zwei (Fernsehserie, 2 Folgen, verschiedene Rollen)
- 1997: Winterblume[5]
- 1997–1999: Einsatz Hamburg Süd (Fernsehserie, 26 Folgen)
- 2000: Balko (Fernsehserie, Folge 5x12)
- 2000: Auslandstournee
- 2000: L’amour, l’argent, l’amour
- 2002–2005: Im Namen des Gesetzes (Fernsehserie, 7 Folgen)
- 2003: K3 – Kripo Hamburg – Auf dünnem Eis (Fernsehreihe)
- 2003: Nachtschicht – Amok! (Fernsehreihe)
- 2003: Solo für Schwarz – Tod im Park (Fernsehreihe)
- 2004: Nachtschicht – Vatertag (Fernsehreihe)
- 2004: Süperseks
- 2005: Solo für Schwarz – Tod im See (Fernsehreihe)
- 2005: Nikola (Fernsehserie, Folge 9x12)
- 2006: Solo für Schwarz – Der Tod kommt zurück (Fernsehreihe)
- 2006: Nachtschicht – Der Ausbruch (Fernsehreihe)
- 2006: Alles bleibt anders (Fernsehfilm)
- 2006: Tatort – Liebe am Nachmittag (Fernsehreihe)
- 2006–2007: Alle lieben Jimmy (Fernsehserie, 16 Folgen)
- 2007: Solo für Schwarz – Tödliche Blicke (Fernsehreihe)
- 2007: Tatort – Wem Ehre gebührt (Fernsehreihe)
- 2008: Pizza und Marmelade
- 2008: Evet, ich will!
- 2011: Liebeskuss am Bosporus (Fernsehfilm)
- 2013: Unter Feinden (Fernsehfilm)
- 2014: Ohne Dich
- 2014: Schlaflos in Istanbul (Fortsetzung von Liebeskuss am Bosporus)
- 2015: Weak Heart Drop
- 2016: Letzte Ausfahrt Gera – Acht Stunden mit Beate Zschäpe
- 2016: Die Spezialisten – Im Namen der Opfer (Fernsehserie, Folge 3: Der heilige Krieger)
- 2017: Dengler: Die schützende Hand
- 2018: Gute Zeiten, schlechte Zeiten
- 2019: Nur eine Frau
- 2019: Der gute Bulle: Friss oder stirb (Fernsehfilm)
- 2019: 23 Morde – Bereit für die Wahrheit?
- 2020: MaPa (Fernsehserie, Folge 2: Mama)
- 2021: Gefangen
- 2021: Die Diplomatin – Mord in St. Petersburg
- 2022: In aller Freundschaft (Fernsehserie, Folge Therapieerfolge)
- 2022: Deli Kazim
- 2023: Deadlines
- 2023: Deadlines
- 2025: Morden auf Öd - Ein Insel-Krimi